# Drugi rząd Antoniego Pająka
Drugi rząd Antoniego Pająka – gabinet pod kierownictwem premiera Antoniego Pająka, istniał od 15 kwietnia 1957 do 26 września 1963 roku.

## Skład rządu

### Powołani 15 kwietnia 1957[1]
- Antoni Pająk –  prezes Rady Ministrów i minister skarbu, kierownik ministerstwa zagadnień polskiej emigracji politycznej (w tej ostatniej funkcji do 8 września 1959)
- Aleksander Zawisza –  minister spraw zagranicznych
- płk dypl. Antoni Brochwicz-Lewiński – minister obrony narodowej (do 5 kwietnia 1961)
- gen. bryg. Stanisław Lubodziecki – minister sprawiedliwości
- Stanisław Dołęga-Modrzewski - minister bez teki i kierownik ministerstwa wyznań religijnych, oświaty i kultury - zm. 25 kwietnia 1959
- Xawery Glinka – minister bez teki - zm. 8 listopada 1957
- Stanisław Pomianowski – kierownik ministerstwa spraw wewnętrznych, a od 8 września 1959 minister spraw wewnętrznych

### Późniejsi członkowie rządu[2][3]
- Zygmunt Muchniewski – podsekretarz stanu w Prezydium Rady Ministrów od 11 listopada 1958 (w praktyce zastępował Stanisława Dołęgę-Modrzewskiego jako kierownika ministerstwa wyznań religijnych, oświaty i kultury), minister zagadnień polskiej emigracji politycznej od 8 września 1959, kierownik ministerstwa wyznań religijnych, oświaty i kultury od 4 stycznia 1961
- Jerzy Gawenda – minister bez teki od 8 września 1959
- płk dypl. Tadeusz Machalski – minister od 8 września 1959
- Józef Kapica – kierownik ministerstwa wyznań religijnych, oświaty i kultury od 8 września 1959 do 31 stycznia 1961
- gen. dyw. Michał Tokarzewski-Karaszewicz – minister obrony narodowej od 5 kwietnia 1961